# Свитвотер (Тексас)
Свитвотер (енгл. Sweetwater) град је у америчкој савезној држави Тексас. По попису становништва из 2010. у њему је живело 10.906 становника.

## Демографија
Према попису становништва из 2010. у граду је живело 10.906 становника, што је 509 (4,5%) становника мање него 2000. године.
| Група             | 2000.         | 2010.         |
| Белци             | 7.015 (61,5%) | 5.892 (54,0%) |
| Афроамериканци    | 666 (5,8%)    | 676 (6,2%)    |
| Азијати           | 36 (0,3%)     | 66 (0,6%)     |
| Хиспаноамериканци | 3.618 (31,7%) | 4.179 (38,3%) |
| Укупно            | 11.415        | 10.906        |